# Стадион Нови Тиволи
Стадион Нови Тиволи је фудбалски стадион у Инзбруку, Аустрија, на којем игра Вакер Инзбрук. Димензије су му 105 × 68 m.
Наследник је стадиона Тиволија који је затворен 2004. године. Стадион има капацитет за 17.400 гледалац од 2000 када је изграђен. За потребе Европског првенства 2008. капацитет стадиона је привремено повећан на 30.000.
За изградњу је било потребно 18 месеци и утрошено је 30 милиона евра.
На овом стадиону су одиграна три утакмице група Д на Европском првенству 2008.